# 京都伝統陶芸家協会
京都伝統陶芸家協会（きょうとでんとうとうげいかきょうかい）は1960年（昭和35年）に京都で結成された伝統陶芸家集団。結成時のメンバーは赤沢露石、浅見五郎助、井上春峰、宇野宗甕、永樂善五郎、小川長楽、加藤渓山、加藤利昌、叶松谷、久世久宝、澤村陶哉、杉田祥平、諏訪蘇山、大丸北峰、高木岩華、高橋道八、中村東洸、松林豊斎、三浦竹泉、三浦竹軒、宮川香斎、宮永東山、山崎光洋、樂吉左衛門である。

## 概要
京都伝統陶芸家協会が結成されるに至る原点は、戦時中に統制下の日本で設定・運用された技術保存指定制度（通称「マル技」）の存在である。これは政府による物価統制が陶磁器にも及ぶ中、芸術性の高い作品についてはその範囲外とするもので、これに該当する作品を作る技量を持つ陶芸家に対しては1942年に日本陶磁器工業連合会（日陶連）が審査の上、認定を与えた。
戦後まもなく、無厭会（むえんかい）が山崎光洋ら20名の清水の陶芸家が集い、清水焼名家展と銘打ち、京都の大丸で10年間ほど、毎年展覧会が行われた。戦後の混乱期で、当初は協力してサロン的な会であったが、高度経済成長の中、各々の方向性が異なるようになる。その状況で、会員の多くが京都伝統陶芸家協会の結成に参加した。
協会結成の最大の動機は、前記の技術保存指定を受けた陶芸家による戦前からの工芸技術の継承である。そのため、無厭会からのメンバーに加えて、京都のすべての「マル技」指定を受けた作家に呼びかけて、各々の意思を尊重しながら（辞退者は会員に加えず）会の結成に至った。
その後メンバーは世代交代ほかの理由で減少したものの、数世代にわたって継続している陶芸家集団は日本ではあまり類を見ない。
2018年10月には白沙村荘 橋本関雪記念館にて創立60周年記念 京都伝統陶芸家協会展を開催している。その時点でのメンバーは三浦竹泉、赤澤露石、浅見五郎助、井上春峰、小川長樂、叶　松谷、澤村陶哉、杉田祥平、諏訪蘇山、高木岩華、高橋道八、松林豊斎、宮川香齋である。

## 関連リンク
- 日本工芸会
- 走泥社
- 四耕会